# نوبو چیگوسا
نوبو چیگوسا (انگلیسی: Nobuo Chigusa؛ زادهٔ ۲۰ اکتبر ۱۹۴۸) بازیکن بسکتبال اهل ژاپن بود.